# Стаббс, Алан
А́лан Стаббс (англ. Alan Stubbs; 6 октября 1971, Керби) — английский футболист и тренер. Отец футболиста Сэма Стаббса.

## Карьера

### Клубная
Алан Стаббс начал карьеру в 1990 году в клубе «Болтон Уондерерс», где провёл шесть сезонов, за которые клуб сумел пройти путь от Третьего дивизиона до Премьер-лиги. В «Болтоне» Алан был капитаном команды.
10 июля 1996 года перешёл в «Селтик». Сумма трансфера составила 4 млн фунтов стерлингов. В составе «кельтов» дважды стал чемпионом Шотландии.
В июле 2001 года перешёл в «Эвертон». На своей первой пресс-конференции в статусе футболиста «ирисок» Стаббс заявил, что всегда мечтал играть за клуб, а также, что рад вернуться в родной Мерсисайд. В составе «Эвертона» Алан сразу стал основным футболистом команды. За «ирисок» Стаббс выступал до истечения контракта в 2005 году, после чего подписал соглашение с «Сандерлендом», однако уже через полгода вернулся на «Гудисон Парк».
В начале 2008 года перешёл в «Дерби Каунти», где через полгода и завершил карьеру игрока из-за хронической травмы колена.

### В сборной
Стаббс провёл два матча за вторую сборную Англии в 1994 году.

### Тренерская
В сентябре 2008 года, спустя небольшое время после завершения карьеры игрока, Алан вошёл в тренерский штаб «Эвертона».